# Браун, Кёртис
Кёртис Ли Браун-младший (англ. Curtis Lee Brown, Jr. ; род. 1956), родился в городе Элизабеттаун, штат Северная Каролина, американский астронавт НАСА. Полковник ВВС США (на 1992 год). Участник шести полётов на «Спейс шаттл» —
STS-47,
STS-66,
STS-77,
STS-85,
STS-95,
STS-103, провел в космосе 57 суток 15 часов 10 минут 50 секунд.

## Детство
Родился 11 марта 1956 года в городе Элизабеттаун (Elizabethtown), штат Северная Каролина.

## Образование и научные звания
После окончания в  1974 году средней школы  городе Элизабеттаун поступил в Академию ВВС США, которую он окончил в 1978 году получив степень бакалавра по электротехнике.

## Военная служба
- 1978 год — служит в ВВС США.
- 1979 год — июль. Окончил лётную подготовку в школе пилотов ВВС на базе ВВС Логлин (Laughlin AFB) в Дель-Рио (Del Rio), штат Техас. До декабря 1979 года проходил подготовку в качестве пилота A-10 на базе ВВС Дэвис-Монтан (Davis-Monthan AFB), штат Аризона.
- 1980 год — январь. Служил пилотом самолёта A-10 на базе ВВС Миртл Бич (Myrtle Beach AFB), штат Южная Каролина (South Carolina).
- 1982 год — март. Служил пилотом самолёта A-10 на базе ВВС Девис-Монтен (Davis-Monthan AFB), штат Аризона.
- 1983 год — январь. Проходил подготовку в Школе вооружений истребителей ВВС (USAF Fighter Weapons School) на базе ВВС Ниллис (Nellis AFB), после чего вернулся на базу ВВС Девис-Монтен (Davis-Monthan AFB), штат Аризона инструктором по вооружению и тактике боевого применения A-10.
- 1986 год — июнь. Окончил Школу лётчиков-испытателей (USAF Test Pilot School) на базе ВВС Эдвардс (Edwards AFB) в Калифорнии.
- 1986 год — 1987 год — служил лётчиком-испытателем на базе ВВС Эглин (Eglin AFB), штат Флорида.

## Классность
Общий налёт составляет 6 000 часов на различных типах реактивных самолётов.

## Воинские звания
- 1978 год — лейтенант (II ранга) ВВС США.
- 1987 год — капитан ВВС США.

Полковник ВВС США.

## Космическая подготовка
В августе 1987 года стал кандидатом в отряд астронавтов НАСА во время 12-го набора. Прошёл полный курс «Общекосмической подготовки» (ОКП) и в августе 1988 года был зачислен в Отдел астронавтов в качестве пилота шаттла. Занимал различные должности, в том числе оператором связи с экипажем (CapCom) в Центре управления, руководитель отделения эксплуатации шаттлов, заместителя Директора Управления (Директората) операций лётных экипажей (Flight Crew Operations Directorate).

## Полёты в космос
- STS-47[9] — Индевор (шаттл) — в качестве пилота шаттла с 12 по 20 сентября 1992 года. Продолжительность полёта шаттла — 7 суток 22 часа 31 минуту 11 секунд.
- STS-66[10] — Атлантис (шаттл) — в качестве пилота шаттла с 3 по 14 ноября 1994 года. Продолжительность полёта шаттла — 10 суток 22 часа 34 минуты 52 секунды.
- STS-77[11] — Индевор (шаттл) — в качестве пилота корабля с 19 по 29 мая 1996 года. Продолжительность полёта шаттла — 10 суток 0 часов 40 минут 11 секунд.
- STS-85[12] — Дискавери (шаттл) — в качестве командира корабля со 7 по 19 августа 1997 года. Продолжительность полёта шаттла — 11 суток 20 часов 28 минут 7 секунд.

13 февраля 1998 года был назначен командиром экипажа шаттла Дискавери STS-95.
- STS-95[13] — Дискавери (шаттл) — в качестве командира корабля с 29 октября по 7 ноября 1998 года. Продолжительность полёта шаттла — 8 суток 21 час 44 минуты 55 секунд.

В марте 1999 года был назначен командиром экипажа шаттла Дискавери STS-103 по программе полёта по ремонту телескопа Хаббл.
- STS-103[14] — Дискавери (шаттл) — в качестве командира корабля с 20 по 29 декабря 1999 года. Продолжительность полёта шаттла — 7 суток 23 часа 11 минут 34 секунды.

## Членство в Организациях
- Член ассоциации «Лётчики ВВС США».
- Член ассоциации «Выпускники Академии ВВС США (Air Force Academy)».
- Член ассоциации «Лётчики экспериментальных самолётов».
- Член ассоциации «Лётчики классических реактивных самолётов».

## Награды и премии
- Медаль «За отличную службу» (США).
- Две Медали «За похвальную службу» (США).
- Медаль похвальной службы (США).
- Похвальная медаль (США).
- Медаль «За достижения».
- Шесть Медалей «За космический полёт».

## Личная жизнь
- Разведён, у него один сын. Увлечения — лыжи, водные лыжи, подводное плавание, азроакробатика, восстановление старых автомобилей.